# Bardo, falsa crónica de unas cuantas verdades
Bardo, falsa crónica de unas cuantas verdades és una pel·lícula de comèdia dramàtica èpica i humor negre mexicana de 2022 coescrita, produïda i dirigida per Alejandro González Iñárritu. La pel·lícula és protagonitzada per Daniel Giménez Cacho com a periodista i documentalista mexicà.
Bardo, falsa crónica de unas cuantas verdades es va estrenar a la 79a Mostra Internacional de Cinema de Venècia en competència pel Lleó d'Or l'1 de setembre de 2022 i està programat per a estrenar-se als cinemes el 18 de novembre de 2022, abans de transmetre's a Netflix el 16 de desembre de 2022.

## Repartiment
- Daniel Giménez Cacho - Silverio Gama
- Griselda Siciliani - Lucía
- Ximena Lamadrid - Camila
- Iker Sanchez Solano - Lorenzo
- Hugo Albores - Carlos, ex col·lega
- Andrés Almeida - Martín
- Mar Carrera - Lucero
- Daniel Damuzi - Antonio
- Camila Flamenco - Chloe
- Fabiola Guajardo - Tania
- Rubén Zamora – Germà de Silverio
- Francisco Rubio
- Grantham Coleman
- Luz Jiménez - Mare de Silverio Gama
- Iván Massagué com Hernán Cortés

## Producció
El 22 de març de 2020, es va informar que Alejandro González Iñárritu escriuria, dirigiria i produiria una nova pel·lícula, amb la filmació a Mèxic i Bradford Young com a director de fotografia i Patrice Vermette com a dissenyador de producció. El 9 de març de 2021 es va incorporar a l’elenc Griselda Siciliani. El julio del 2021, Grantham Coleman es va unir a l’elenc de la pel·lícula.
La fotografia principal va començar el 3 de març de 2021 a la Ciutat de Mèxic, amb Darius Khondji com a director de fotografia, juntament amb Eugenio Caballero com a dissenyador de producció. Cinc mesos de rodatge estaven prevists en altres locacions de la Capital i als Estudios Churubusco. El 4 de març de 2021, durant el rodatge d'una de les escenes en el Centre Històric de la Ciutat de Mèxic, un transeünt va ser detingut per colpejar a un membre de seguretat de l'equip de producció. El setembre de 2021 es va informar que la pel·lícula, que es titularia Bardo, falsa crónica de unas cuantas verdades, havia finalitzat la producció.

## Llançament
Bardo, falsa crónica de unas cuantas verdades es va estrenar en la 79a Mostra Internacional de Cinema de Venècia l'1 de setembre de 2022.

## Premis Oscar
El 29 de setembre de 2022, l'Academia Mexicana de Artes y Ciencias Cinematográficas va anunciar que la pel·lícula representaria Mèxic als Premis Oscar de 2022.

## Recepció

### Recepció de la crítica
La pel·lícula ha rebut crítiques mixtes dels crítics, i molts la van criticar com a autoindulgent i pretensiosa. En el lloc web de l'agregador de ressenyes Rotten Tomatoes, el 57% de les ressenyes de 118 crítics són positives, amb una qualificació mitjana de 6.4/10. El consens del lloc web diu: "Tan profundament personal com exigent, Bardo, falsa crónica de unas cuantas verdades camina inestablement en la línia entre la brillantor i la pura autocomplaença". Metacritic, que utilitza un mitjana ponderada, va assignar a la pel·lícula una puntuació de 53 sobre 100, segons 34 crítics, la qual cosa indica "crítiques mixtes o mitjanes".

### Reconeixements
| Premi                            | Data de la cerimònia   | Categoria                             | Destinatari(s)                                 | Resultat  | Ref.   |
| -------------------------------- | ---------------------- | ------------------------------------- | ---------------------------------------------- | --------- | ------ |
| Venice Film Festival             | 10 de setembre de 2022 | Lleó d'Or                             | Alejandro González Iñárritu                    | Nominat   | [ 16 ] |
| Venice Film Festival             | 10 de setembre de 2022 | Premi UNIMED                          | Alejandro González Iñárritu                    | Guanyador | [ 17 ] |
| Critics' Choice Movie Awards     | 15 de gener de 2023    | Millor pel·lícula de parla no anglesa | Bardo, falsa crónica de unas cuantas verdades  | Pendent   | [ 18 ] |
| Satellite Awards                 | 11 de febrer de 2023   | Millor pel·lícula estrangera          | Bardo, falsa crónica de unas cuantas verdades  | Pendent   | [ 19 ] |
| Chicago Film Critics Association | 14 de desembre de 2022 | Millor pel·lícula en idioma estranger | Bardo, falsa crónica de unas cuantas verdades  | Nominat   | [ 20 ] |
| Chicago Film Critics Association | 14 de desembre de 2022 | Millor fotografia                     | Darius Khondji                                 | Nominat   | [ 20 ] |
| Premis Platino                   | 22 d'abril 2023        | Millor pel·lícula iberoamericana      | Bardo, falsa crónica de unas cuantas verdades  | Pendent   | [ 21 ] |
| Premis Platino                   | 22 d'abril 2023        | Millor pel·lícula de comèdia          | Bardo, falsa crónica de unas cuantas verdades  | Pendent   | [ 21 ] |
| Premis Platino                   | 22 d'abril 2023        | Millor director                       | Alejandro González Iñarritu                    | Pendent   | [ 21 ] |
| Premis Platino                   | 22 d'abril 2023        | Millor actor                          | Daniel Giménez Cacho                           | Pendent   | [ 21 ] |
| Premis Platino                   | 22 d'abril 2023        | Millor guió                           | Alejandro González Iñarritu, Nicolás Giacobone | Pendent   | [ 21 ] |
| Premis Platino                   | 22 d'abril 2023        | Millor Direcció artística             | Eugenio Caballero                              | Pendent   | [ 21 ] |